# Peștera Tăușoare (sit SCI)
Peștera Tăușoare este un sit de importanță comunitară (SCI) desemnat în scopul protejării biodiversității și menținerii într-o stare de conservare favorabilă a florei spontane și faunei sălbatice, precum și a habitatelor naturale de interes comunitar aflate în arealul zonei protejate. Acesta este situat în nordul României, pe teritoriul județului Bistrița Năsăud.

## Localizare
Aria naturală se întinde în extremitatea nordică a județului Bistrița Năsăud, pe teritoriul administrativ al comunei Rebrișoara. Aceasta este străbătută de drumul comunal DC1, care leagă peștera Izvorul Tăușoarelor de satul Gersa II.

## Înființare
Instituirea regimului de arie naturală protejată pentru situl de importanță comunitară „Peștera Tăușoare” s-a făcut prin Ordinul Ministerului Mediului și Dezvoltării Durabile Nr.1964 din 13 decembrie 2007 (privind instituirea regimului de arie naturală protejată a siturilor de importanță comunitară, ca parte integrantă a rețelei ecologice europene Natura 2000 în România). Aria protejată se întinde pe o suprafață de 131,3 hectare și include rezervația naturală Peștera Izvorul Tăușoarelor.
Zona reprezintă o arie naturală (carsturi, păduri de conifere, păduri de foioase, păduri de amestec, râuri, mlaștini, turbării, pajiști și  pășuni) ce aparține complexului carstic Tăușoare-Zalion. Aceasta este încadrată în bioregiunea geografică alpină a Carpaților Orientali din sudul Munților Rodnei. Rețeaua hidrografică a sitului este tributară râului Gersa, afluent de dreapta al Someșului Mare.

## Biodiversitate
La baza desemnării sitului se află mai multe specii de mamifere (lilieci), păsări și insecte (Euphydryas maturna) enumerate în anexa I-a a Directivei Consiliului European 92/43/CE din 21 mai 1992 - privind conservarea habitatelor naturale și a speciilor de faună și floră sălbatică și aflate pe lista roșie a IUCN); precum și o gamă diversă specii floristice (arbori, arbusti, ierburi, flori).

### Faună
Mamifere: urs brun (Ursus arctos, lup (Canis lupus), cerb (Cervus elaphus), căprioară (Capreolus capreolus), râs eurasiatic (Lynx lynx), vulpe roșcată (Vulpes vulpes crucigera), iepure de câmp (Lepus europaeus), liliac mic cu potcoavă (Rhinolophus hipposideros hipposideros), liliac cu urechi de șoarece (Myotis blythii), liliacul cărămiziu (Myotis emarginatus), liliacul comun (Myotis myotis);
Păsări: cocoș de munte (Tetrao urogallus), ieruncă (Tetrastes bonasia), vânturel roșu (Falco tinnunculus), ciocănitoare neagră (Dryocopus martius), pițigoi (Canus major), grangur (Oriolus oriolus), fazan (Phasianus colchicus), ciocănitoare pestriță mare (Dendrocopus major), privighetoare (Luscinia megarhynchos), gaiță (Garrulus glandarius), mierlă (Turdus merula), mierla de apă (Cinclus cinclus), rândunică (Tachycineta bicolor), vrabie (Passer domesticus), cuc (Cuculus canorulus), cinteză (Fringilla coelebs); 
Nevertebrate cavernicole: trei specii rare de păianjeni (Ischyropsalis manicata, Micrargus herbigradus, Porrhomma microphthalmum), diplura (Litocampa humilis - o insectă mică, fără aripi și ochi, cu antene foarte lungi), un crustaceu (Megacyclops viridis) ce aparține subspeciei Copepode și un miriapod din specia Romanosoma birtei.

### Floră
Printre elementele vegetale semnalate în arealul sitului se află mai multe rarități floristice (arbori, arbusti, ierburi și flori), dintre care unele protejate la nivel european prin aceeași Directivă CE 92/43 din 21 mai 1992
Arbori și arbusti: molid (Picea abiesgorun, (Quercus petraea), fag (Fagus sylvatica), carpen (Carpinus betulus), cer (Quercus ceris), tei pucios (Tilia cordata), plop alb (Populus alba), cireș sălbatic (Cerasus avium), mur (Rubus fruticosus), măceș (Rosa canina);
Flori și ierburi: frigare (Geranium palustre), floarea Paștelui (Anemone nemerosa), găinușe (Isopyrum thalictroides), breabăn (Corydalis solida), ciclamen (Cyclamen purpurascens), rostopască (Chelidonium majus), talpa gâștii (Leonurus cardiaca), tătăneasă (Symphytum officinale), traista-ciobanului (Capsella bursa-pastoris), țintaură (Centaurium umbellatum), viorele (Scilla bifolia), măcrișul iepurelui (Oxalis acetosella), silnic (Glechoma hirsuta), leurdă (Allium ursinum), brândușă de toamnă (Colchicum autumnale), sânzâienă (Galium verum), margaretă (Leucanthemum vulgare), sunătoare (Hypericum perforatum), ghiocel (Galanthus nivalis), lușcă (Leucojum vernum), cosaci (Astragalus depressus), măzăriche (Lathyrus transsilvanicus).

## Căi de acces
- Drumul național DN17D pe ruta: Beclean - Piatra - Salva - drumul național DN17C - Năsăud - Rebrișoara - drumul comunal DC1 în direcția Gersa II, de aici se continuă drumul până la peștera Izvorul Tăușoarelor.

## Monumente și atracții turistice
În vecinătatea sitului se află câteva obiective de interes turistic; astfel:
- Biserica de lemn "Sfinții Arhangheli Mihail și Gavriil" din satul Gersa I,  costrucție 1721, monument istoric.
- Ansamblul bisericii de lemn „Sf. Arhangheli Mihail și Gavriil” din Rebrișoara (biserica de lemn și clopotnița),  costrucție secolul al XVIII-lea, monument istoric
- Complexul carstic Tăușoare-Zalion.
- Parcul Național Munții Rodnei